# Кодбек-лез-Эльбёф
Кодбе́к-лез-Эльбёф (фр. Caudebec-lès-Elbeuf) — город на севере Франции, регион Нормандия, департамент Приморская Сена, округ Руан, центр одноименного кантона. Расположен в 26 км к югу от Руана и в 37 км к северу от Эврё, в 9 км от автомагистрали А13 «Нормандия», на левом берегу Сены. Один из многочисленных городов-спутников Руана, входит в состав Метрополии Руан Нормандия.
Население (2018) — 10 156 человек.

## История
Город расположен на месте поселения Юггад (Uggade), известного по Пейтингеровой таблице. Через него проходила римская дорога из Парижа в Руан.

## Достопримечательности
- Церковь Нотр-Дам XI—XII веков в романском стиле

## Экономика
Структура занятости населения:
- сельское хозяйство — 0,2 %
- промышленность — 26,4 %
- строительство — 5,5 %
- торговля, транспорт и сфера услуг — 38,0 %
- государственные и муниципальные службы — 29,9 %

Уровень безработицы (2017) — 20,0 % (Франция в целом —  13,4 %, департамент Приморская Сена — 15,3 %). 

Среднегодовой доход на 1 человека, евро (2018) — 19 270 (Франция в целом — 21 730, департамент Приморская Сена — 21 140).

## Демография
Динамика численности населения, чел.

## Администрация
Пост мэра Кодбек-лез-Эльбёф с 2014 года занимает Лоран Боннатер (Laurent Bonnaterre). На муниципальных выборах 2020 года возглавляемый им левый список был единственным.
| Период | Период | Фамилия        | Партия                               | Примечания          |
| ------ | ------ | -------------- | ------------------------------------ | ------------------- |
| 1977   | 1983   | Андре Флюто    | Социалистическая партия              | преподаватель лицея |
| 1983   | 1995   | Андре Демаре   | Разные правые                        | флорист             |
| 1995   | 2014   | Ноэль Карю     | Социалистическая партия Разные левые | учитель             |
| 2014   |        | Лоран Боннатер | Социалистическая партия Разные левые |                     |